# Спасяването
„Спасяването“ (на английски: The Rescue) е американски приключенски филм от 1988 г. на режисьора Фердинанд Феърфакс. Във филма участват Кевин Дилън, Марк Прайс, Нед Вон, Кристин Хармос и Джеймс Кромуел.